# Rudy Giuliani
Rudy Giuliani, właśc. Rudolph William Louis Giuliani III (ur. 28 maja 1944 w Nowym Jorku) – amerykański polityk pochodzenia włoskiego, burmistrz Nowego Jorku w latach 1994–2001, Człowiek Roku tygodnika „Time” w 2001 roku.

## Życiorys
Harold Giuliani (1908–1981) – ojciec przyszłego burmistrza Nowego Jorku i kandydata na prezydenta USA – 2 kwietnia 1934 r. trafił na półtora roku do więzienia. Pobyt w Sing Sing pchnął karierę Harolda na nowe tory. W latach 40. Harold Giuliani zaczął ochraniać lichwiarski interes swego szwagra Leo D’Avanzo, który trudnił się także nielegalnymi zakładami bukmacherskimi. Gdy w 1944 r. urodził się Rudy, jego ojciec kijem baseballowym łamał nogi opornym dłużnikom, był także zamieszany w zabójstwa na zlecenie mafijnego klanu Lucchese, jednego z pięciu, które w latach 40. rządziły Nowym Jorkiem. Zmarł na raka prostaty w 1980 r., ale jego niechlubna przeszłość stała się powszechnie znana dopiero w 2006 r., po publikacji książki Wayne'a Barretta Wielka iluzja: nieopowiedziana historia Rudy’ego Giulianiego i 11 września.
Giuliani junior przez lata skrzętnie ukrywał rodzinny sekret. We wspomnieniach napisał tylko, że ojciec uczył go boksu, interesował się sportem i głosował na partię republikańską. Gdy Rudy w 1981 r. zaczął robić karierę w Departamencie Sprawiedliwości i FBI rutynowo pytała go o zdarzenia z przeszłości, mogące utrudnić mu walkę z przestępczością, nawet nie zająknął się o mafijnych powiązaniach ojca. Dziś Giuliani mówi, że to właśnie ojciec wpoił mu szacunek do prawa. Harold nie chciał, by syn poszedł w jego ślady. Rudy wziął to sobie podobno do serca.
Karierę polityczną rozpoczął jako prokurator, doprowadzając do skazania kilku czołowych finansistów z Wall Street za insider trading. Później był urzędnikiem w Departamencie Sprawiedliwości.
Pierwszy raz startował w wyborach na burmistrza Nowego Jorku w 1989, z ramienia Partii Republikańskiej, jednak przegrał. Burmistrzem został dopiero w 1993.
Na początku swojej kadencji Giuliani wzmocnił policję i przeprowadził kampanię walki z przestępczością, oczyszczając Nowy Jork, który wcześniej był najbardziej niebezpiecznym miastem Stanów Zjednoczonych.
Jest uważany za jednego z tzw. republikanów tylko z nazwy. Jest też członkiem liberalnego skrzydła w większości konserwatywnej Partii Republikańskiej (jest m.in. zwolennikiem prawa do przerywania ciąży, ochrony mniejszości seksualnych), co powoduje jego krytykę w środowiskach prawicy amerykańskiej.
W 2000 wystartował w wyborach do Senatu przeciwko żonie Billa Clintona, Hillary, wycofał się jednak z przyczyn zdrowotnych (rak prostaty). Nieoficjalnie jednak mówiono, iż jego szanse zostały podkopane przez przyznanie się do zdrady małżeńskiej z sekretarką.
Od 11 września 2001 Giuliani jest również powszechnie szanowany za postawę w trakcie akcji ratunkowej po zamachu terrorystycznym na World Trade Center. Został za to uhonorowany tytułem Człowieka Roku 2001 przez tygodnik „Time”.
Kandydował w wyborach prezydenckich w 2008, jednak nie uzyskał nominacji Partii Republikańskiej. 12 stycznia 2017 prezydent elekt Donald Trump zapowiedział, że Rudy Giuliani zostanie jego doradcą do spraw cyberbezpieczeństwa. Okres urzędowania rozpoczął 20 stycznia 2017 w dniu zaprzysiężenia Trumpa.
Jest osobistym prawnikiem Donalda Trumpa, reprezentował go podczas śledztwa w sprawie pierwszego impeachmentu.

## Film
Zagrał siebie w filmach: Eddie (1996), ABC 2000: The Millennium (1999), In Memoriam: New York City (2002), Dwóch gniewnych ludzi (2003), Jak Arnold zdobywał Zachód (2004), Kulisy 11 września (2005), The Lew Rudin Way (2006), Le Cirque - stolik w raju (2007), 'Hick' Town (2009), The Making of the Mob: New York (2015), Osądzeni przez media (2020), Kolejny film o Boracie (2020).

## Odznaczenia
- Kawaler Krzyża Wielkiego Orderu Zasługi Republiki Włoskiej – 2001, Włochy[3]
- Wielki Oficer Orderu Zasługi Republiki Włoskiej – 1987, Włochy[4]
- Kawaler Komandor Orderu Imperium Brytyjskiego (KBE) – 2002, nadany przez królową Elżbietę II[5]
- Medal Za Bohaterstwo – 2002, Czechy[6]